# 法蘭螺母

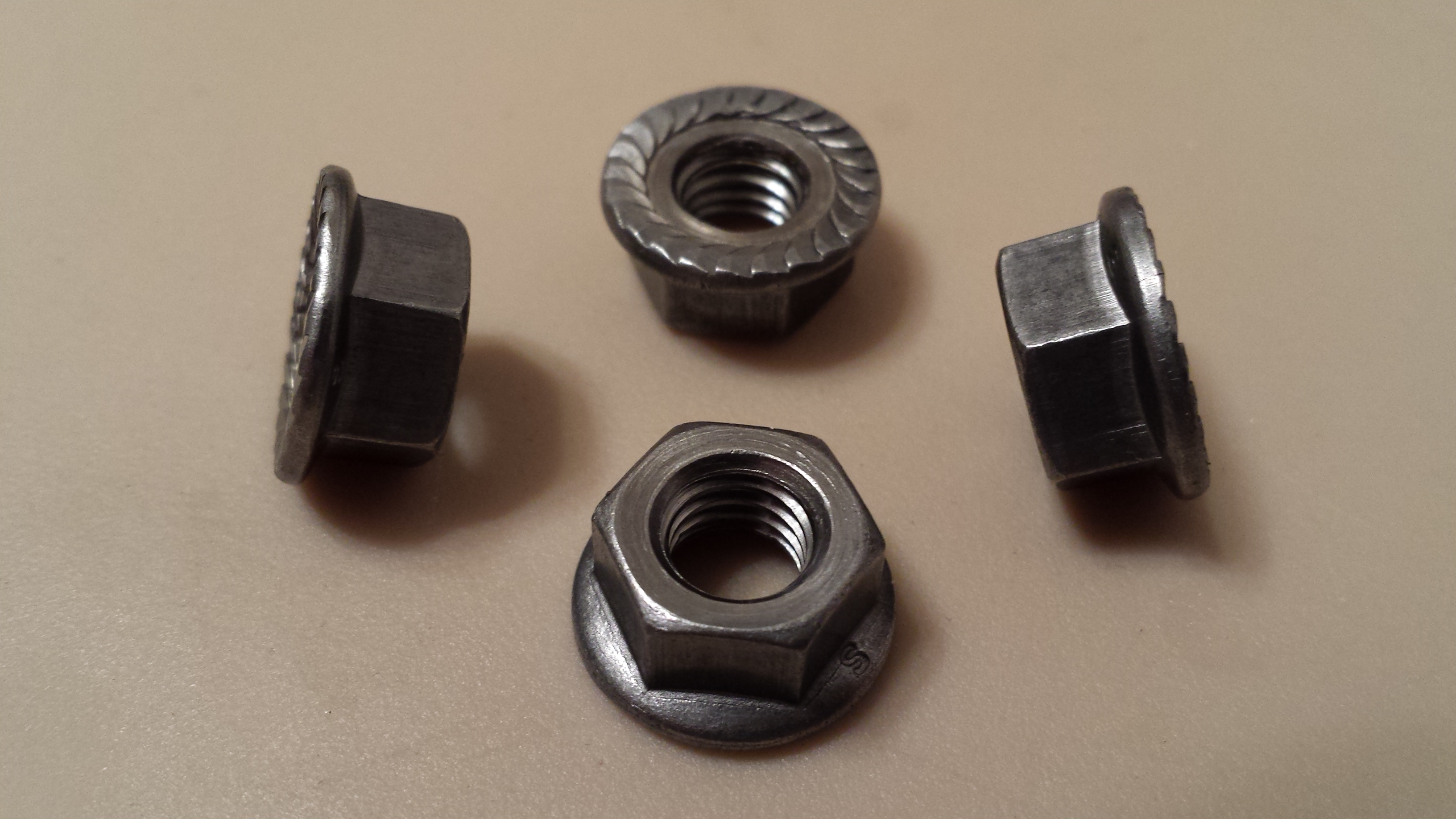

法蘭螺母（英語：Flange nut）是一種螺母，其一端有一個寬法蘭，可作為一體式墊圈。這用於將螺母的壓力分佈在被固定的部件上，從而減少了部件損壞的可能性，並且由於不均勻的緊固表面而使其不太可能鬆動。這些螺母大多呈六角形，由硬化鋼製成，通常表面鍍有鋅。
在許多情況下，法蘭是固定的，並隨螺母轉動。凸緣可以是鋸齒狀的，以提供鎖定作用。鋸齒成角度，使得螺母不會在鬆開螺母的方向上旋轉。由於鋸齒，它們不能與墊圈一起使用或不能用於劃傷的表面。鋸齒有助於防止螺母的振動移動緊固件，從而保持螺母的保持力。
法蘭螺母有時設有旋轉法蘭，有助於形成更穩定的結構，而不會像鋸齒狀法蘭螺母那樣影響成品。旋轉法蘭螺母主要用於連接木材和塑料。 有時螺母的兩個面都是鋸齒狀的，允許任一側鎖定。
自對準螺母具有凸球形凸緣，其與凹形碟形墊圈配合，以允許螺母在不垂直於螺母的表面上緊固。
以下規格定義了法蘭螺母：
- DIN 6923（被DIN EN 1661取代）
- DIN EN 1661
- ISO 4161